# Paški Kozjak
Paški Kozjak (Duits: Kosjak) is een plaats in Slovenië en maakt deel uit van de gemeente Velenje in de NUTS-3-regio Savinjska. De plaats telde 252 inwoners op 1 januari 2020.